# Lisa Haydon
Elisabeth Marie Haydon (Chennai, 17 juni 1986), beter bekend als Lisa Haydon, is een voormalig Indiaas actrice, model en presentatrice die voornamelijk in Hinditalige films en televisieprogramma's actief was.

## Biografie
Haydon begon haar modellencarrière in Australië met haar eerste opdracht voor striae crème. Aangemoedigd door de modellencarrière van haar zus in India, verhuisde ze in 2007 naar India om daar haar werk voort te zetten. In India heeft ze de catwalk gelopen voor Wills Lifestyle India Fashion Week en HDIL-India Couture Week. Naast dat ze het gezicht was van het cosmeticamerk Lakmé, was ook te zien in reclamespots van Hyundai i20, Indigo Nation, Myntra.com en Blender's Pride. In 2010 deed ze een reclamespotje met Hrithik Roshan. Met de legendarische fotograaf Peter Lindbergh stond ze model voor Nirav Modi, samen met Rosie Huntington-Whiteley en Andreea Diaconu. Ze verscheen op verschillende covers van tijdschriften nationaal en internationaal, zoals Harper's Bazaar, Grazia (India), Cosmopolitan, Elle (India), Verve, Vogue (India), Femina (India), FHM, Hello! en L'Officiel.
Haydon maakte haar acteerdebuut met Aisha (2010). Ze kreeg lovende kritieken voor haar optreden in  Queen (2014), dat onder meer een nominatie voor beste vrouwelijke bijrol op Filmfare opleverde. Ze had ook een rol in de commercieel succesvolle film Housefull 3 (2016).

## Filmografie

### Films
| Jaar | Film                | Rol            | Opmerking                      |
| ---- | ------------------- | -------------- | ------------------------------ |
| 2010 | Aisha               | Aarti Menon    |                                |
| 2011 | Rascals             | Dolly          |                                |
| 2012 | Racha               |                | Telugu film, in nummer "Racha" |
| 2014 | Queen               | Vijayalakshmi  |                                |
| 2014 | The Shaukeens       | Ahana          |                                |
| 2016 | Santa Banta Pvt Ltd | Queenie Taneja |                                |
| 2016 | Housefull 3         | Jamuna Patel   |                                |
| 2016 | Ae Dil Hai Mushkil  | Lisa D'Souza   | gastoptreden                   |

### Televisie
| Jaar      | Serie                  | Rol                          | Opmerking      |
| --------- | ---------------------- | ---------------------------- | -------------- |
| 2015-2016 | India's Next Top Model | presentatrice/ hoofd jurylid | seizoen 1 en 2 |
| 2016-2017 | The Trip               | Shonali                      | televisieserie |
| 2018      | Top Model India        | presentatrice/ hoofd jurylid |                |